# 松浦司
松浦 司（まつうら つかさ、1988年3月15日 - ）は、日本の俳優であり、Shya 7のメンバーである。大阪府出身。

## 略歴
- 2012年、ダンサーとして6年間勤めていたUSJを退社[3]。
- その後、男性7人組ダンスユニットShya 7（シャナナ）を結成。不定期でライブ公演を行う。
- 現在は舞台・ダンス作品を中心に活動している。
- 2023年の10月1日、所属していたワタナベエンターテインメントを退社したことを自身のXで報告。[4]。

## 出演

### 舞台
2016 - 2019年
- ドラゴンクエストライブスペクタクルツアー（2016年7月22日 - 8月31日） - 勇者 役[5]
- 梅棒「GLOVER」（東京・2016年10月15日 - 23日、東京グローブ座 / 大阪・10月25日 - 27日、森ノ宮ピロティホール）[6]
- ALTAR BOYZ（2017年2月3日 - 14日、新宿FACE / 2月24日 - 26日、品川ステラボール） - フアン 役（Team GOLD）
- 堀内健演劇講演会 未来のファンタジー（2017年4月28日 - 5月1日）
- ピースピット2017年本公演『グランギニョル』 （2017年7月29日 - 8月6日、サンシャイン劇場 / 8月18日 - 20日、梅田芸術劇場シアター・ドラマシティ） - 歌麿 役
- パレード旅団（東京・2017年12月7日 - 17日、シアターサンモール / 大阪・12月21日 - 24日、ABCホール）
- 舞台「真・三國無双 官渡の戦い」（東京・2018年4月26日 - 5月1日、全労済ホール スペース・ゼロ / 大阪・5月5日 - 6日、サンケイホールブリーゼ）- 袁紹 役[7]
- ワンピース音宴 イーストブルー編（2018年8月12日 - 9月2日、東京国際フォーラム ホールC） - ルフィ 役
- 30-DELUX Perfect EDITION SHAKES（2018年10月18日 - 21日、インディペンデントシアター2nd / 10月25日 - 26日、昭和文化小劇場 / 11月13日 - 18日、新宿村LIVE）
- ALTAR BOYZ（2019年3月20日 - 4月7日、新宿FACE / 4月12日 - 14日、品川プリンスステラボール） - フアン 役（Team GOLD）
- ミュージカル『VOICE』（2019年5月8日 - 12日、浅草六区ゆめまち劇場）
- 『ヒプノシスマイク-Division Rap Battle-』Rule the Stage -track.1-（2019年11月15日 - 12月1日、品川プリンスホテル ステラボール）- 蛇穴健栄 役[8]

2020年
- 地球ゴージャス25周年祝祭公演『星の大地に降る涙 THE MUSICAL』 （2020年3月22日 - 27日、舞浜アンフィシアター ※東京一部公演、大阪全公演中止） - ジェリス 役[9]
- 東映ムビ×ステ 『死神遣いの事件帖 -鎮魂侠曲-』（2020年7月23日 - 8月2日、サンシャイン劇場 / 8月5日 - 9日、梅田芸術劇場シアター・ドラマシティ / 8月13日、福岡サンパレス / 8月15日、上野学園ホール） - 権左 役[10]
- ミュージカル『るろうに剣心 京都編』 （2020年11月3日 - 12月15日、IHIステージアラウンド東京 ※全公演中止[11]）- 才槌 役
- 劇団鹿殺し『ザ・ショルダーパッズ』（2020年11月7日 - 15日、あうるすぽっと）
- 『知り難きこと陰の如く、動くこと雷霆の如し。』（2020年12月19日 - 28日、全労済ホール スペース・ゼロ）[12]

2021年
- ALTAR BOYZ 2021（2021年4月9日 - 30日、新宿FACE） - フアン 役（Team LEGEND / Team GOLD）
- 『ヒプノシスマイク-Division Rap Battle-』Rule the Stage -Flava Edition- （2021年6月11日 - 13日・18日 - 20日、Mixalive TOKYO Club Mixa） - 蛇穴健栄 役[13]
- 『ヒプノシスマイク-Division Rap Battle-』Rule the Stage -Battle of Pride-（2021年8月14日・15日、大阪公演 / 8月24日・25日、神奈川公演）- 蛇穴健栄 役[14]
- VIVID CONTACT -fancy-（2021年10月1日、劇場HOPE）- ゲスト出演
- ALTAR BOYZ SPECIAL 2021（2021年11月20日 - 21日、日本青年館ホール）
- 梅棒 13th “RE”WORK『風桶』（東京・2021年12月17日 - 30日、本多劇場 / 大阪・2022年1月7日 - 10日、COOL JAPAN PARK OSAKA TTホール / 愛知・1月20日 - 21日、名古屋市芸術創造センター） - 雀拳 役

2022年
- 雑踏音楽劇『ネオンキッズ』（2022年3月3日 - 14日、座・高円寺1 / 3月18日 - 21日、AI・HALL）[15]
- ミュージカル『るろうに剣心 京都編』（2022年5月17日 - 6月24日、IHIステージアラウンド東京）- 才槌 役
- 『ヒプノシスマイク -Division Rap Battle-』Rule the Stage ≪Mix Tape1≫ （2022年7月14日 - 18日、東京ドームシティホール）※全公演中止
- 『ヒプノシスマイク -Division Rap Battle-』Rule the Stage ≪Rep LIVE side F.P≫（2022年8月3日、Zepp Nagoya） - 蛇穴健栄 役　※新型コロナウイルス感染のため出演辞退
- 『サラリーマンナイトフィーバー』（愛知・2022年8月27日、東海市芸術劇場 / 石川・8月28日、金沢歌劇座 / 埼玉・8月30日、戸田市文化会館 / 福岡・9月3日 - 4日、水都やながわ白秋ホール / 大阪・10月28日 - 30日、大阪松竹座）- 岸谷 役
- 『LOVE IS ALL 2022』（2022年9月21日 - 25日、南青山baroom）

2023年
- 『リフレインする君の声 〜encore 2023〜』（2023年1月19日 - 22日、六行会ホール）[16]
- 『サラリーマンナイトフィーバー』（2023年2月4日 - 12日、三越劇場）[17]
- 『ヒプノシスマイク -Division Rap Battle-』Rule the Stage《Rep LIVE side Rule the Stage Original》（2023年8月9日 - 13日、品川プリンスホテル ステラボール）- 蛇穴健栄 役
- ALTAR BOYZ 2023 (2023年8月11日 - 29日、新宿FACE) - フアン 役（Team GOLD）
- ACTMENT PARK THEATER Vol.5『Moon of Ruined Castle 〜クランベリー・ムーン〜』（2023年10月4日 - 8日、三越劇場）[18]
- 『ヒプノシスマイク ‐Division Rap Battle-』Rule the Stage -Battle of Pride2023-（2023年9月3日、大阪城ホール/ 9月7日 - 10日、ぴあアリーナMM）

2024年
- おぶちゃDance Stage『ナナナナ-七夕の夜に-』（2024年7月3日 - 7日、六行会ホール）[19]
- サイレントヴォイス（2024年7月31日 - 8月4日、浅草九劇） - 主演・佐久田冬馬 役（小柳友とW主演）[20]
- NLTプロデュースコント公演『天使のように微笑んで財布なくしてガム踏んで』（2024年8月28日 - 9月1日、博品館劇場）[21]

2025年
- FOLKER（2025年2月14日 - 23日、堂島リバーフォーラム）[22]
- 『ヒプノシスマイク -Division Rap Battle-』Rule the Stage 新作公演（2025年4月、大阪 / 5月、東京）[23]
- 『ヒプノシスマイク -Division Rap Battle-』Rule the Stage《Mix Tape1 Revenge》（2025年7月11日 - 27日、品川プリンスホテル ステラボール）[23][24]

### 映画
- ドルメンX（2018年6月18日）
- 東映ムビ×ステ『死神遣いの事件帖 -傀儡夜曲-』 （2020年6月12日）- 権左 役[10]
  - 東映ムビ×ステ『死神遣いの事件帖 終』（2025年6月13日）[25]

### イベント・ライブ
- AQUARIUS US（2021年2月2日、Zoom）
- 「ALTAR BOYZ 2021」直前SP公開放送（2021年4月4日、imagine studio）
- 『ヒプノシスマイク-Division Rap Battle-』Rule the Stage VISUAL COMMENTARY （2021年7月4日、Mixalive TOKYO Theater Mixa）
- CONDENSE GARAGE-Monthly Creation（2022年6月25日、渋谷のラジオ）- ゲスト出演
- 松浦司 SPクッキング（2022年10月31日、cookpad Live）
- Shya7 the Live 2022（2022年11月14日）
- Shya7 the LIVE after PARTY 2022（2022年11月15日）